# Francisco Dias Trindade
Francisco Dias Trindade (Paripiranga, 17 de novembro de 1924 - 3 de agosto de 2000) foi um jurista e magistrado brasileiro. Foi ministro do Superior Tribunal de Justiça. 
Formado em direito pela Faculdade de Direito da Universidade Federal da Bahia, atuou como advogado e foi nomeado juiz federal da 2ª Vara da Seção Judiciária do Estado da Bahia em 1972. No mesmo ano, ocupou o cargo no Tribunal Regional Eleitoral.